# Heilig Geist (Wetzikon)

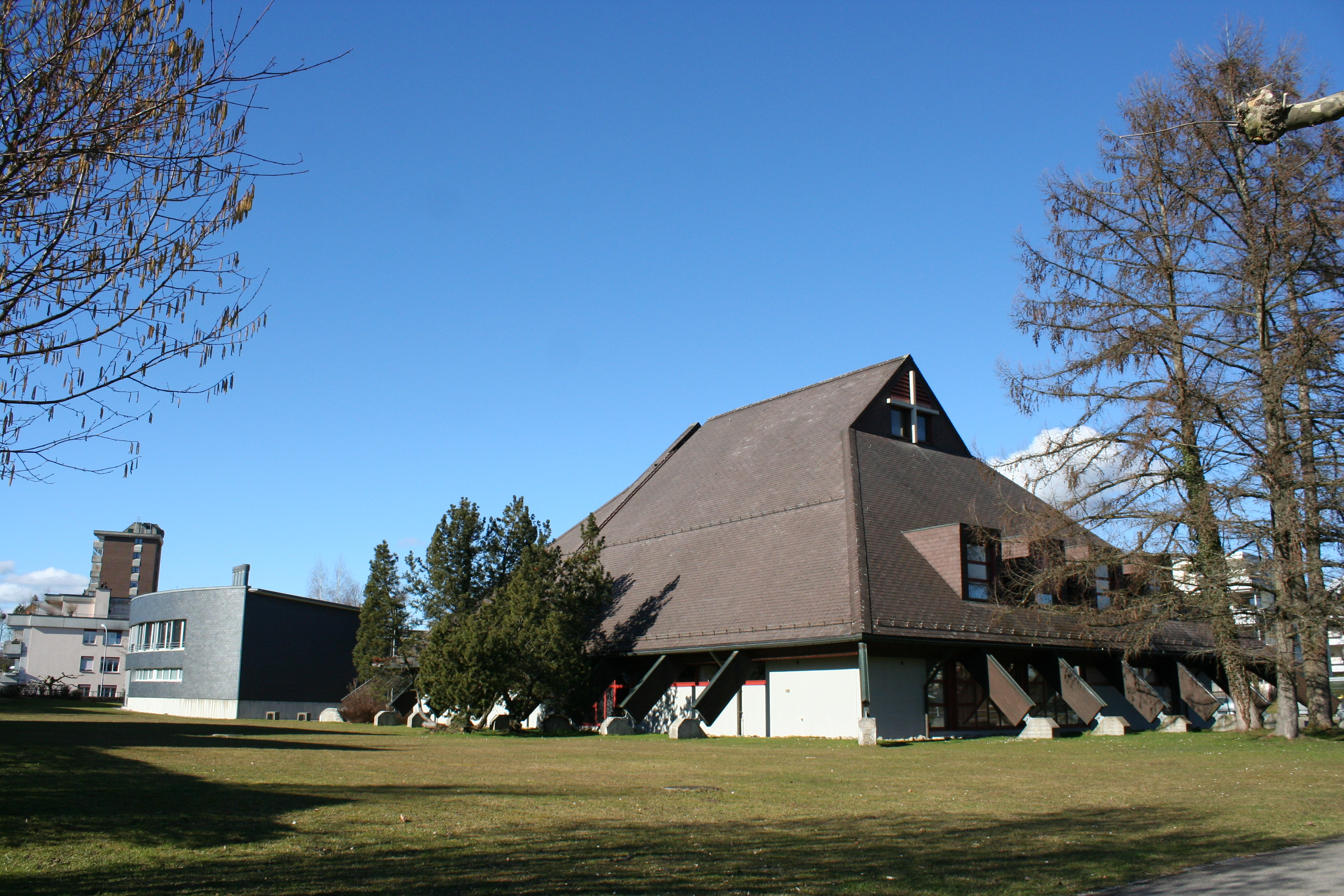
Kirche Heilig Geist

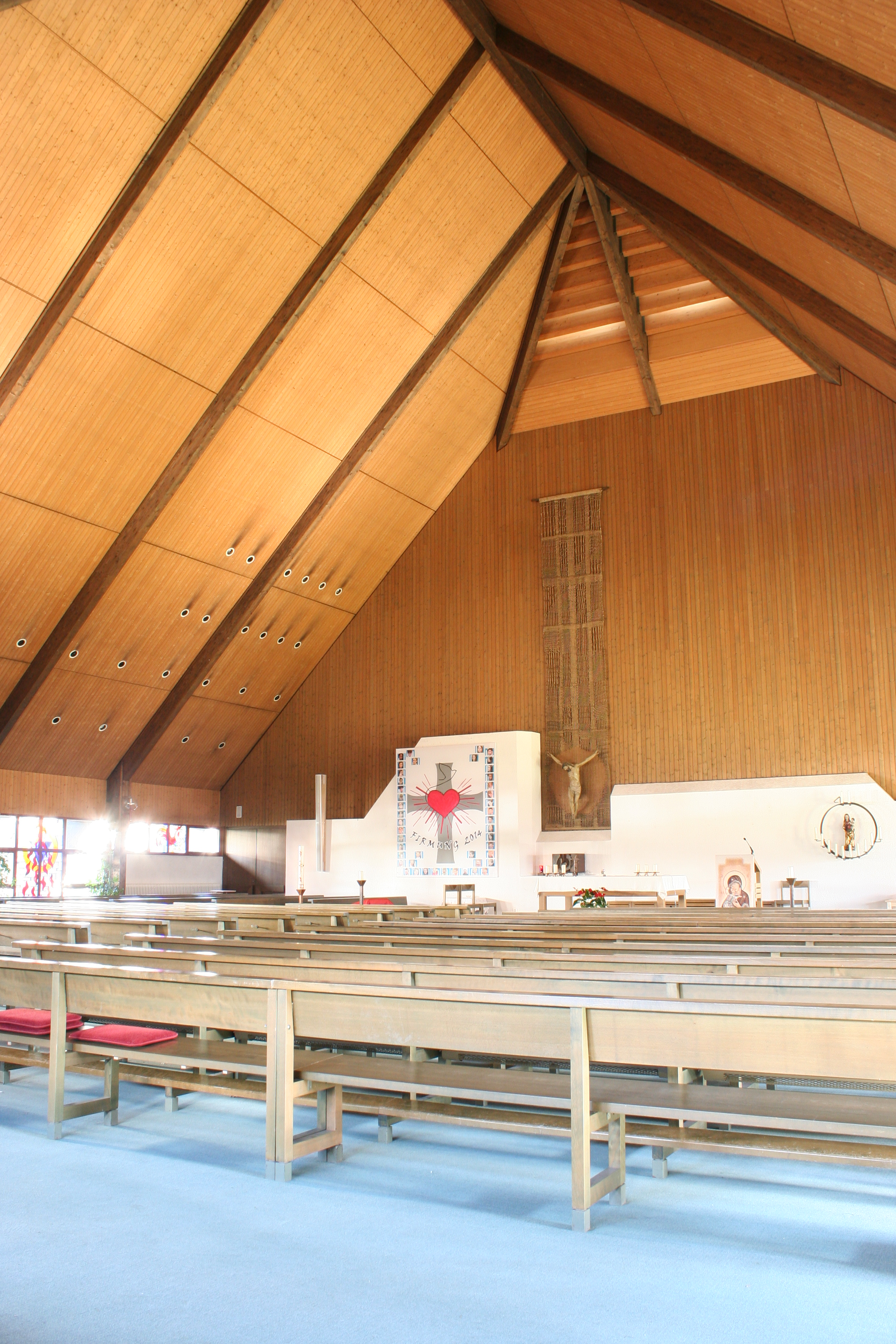
Innenansicht

Die Kirche Heilig Geist ist die zweite römisch-katholische Pfarrkirche von Wetzikon im Zürcher Oberland. Sie steht an der Langfurrenstrasse 10 im Ortsteil Kempten. Es handelt sich um die grösste von den 17 in der Schweiz gebauten Fastenopfer-Kirchen.

## Geschichte

### Vorgeschichte
Der christliche Glaube kam erstmals durch die Römer in die Region des heutigen Zürcher Oberlandes. Im Römerkastell Irgenhausen am Pfäffikersee ist das Fundament der ersten christlichen Kirche der Region noch heute zu sehen. Nach dem Zusammenbruch des Römischen Reichs kam der christliche Glaube ein zweites Mal durch die Mönche Gallus und Columban in die Ostschweiz. In einer Urkunde aus dem Jahr 857 wird eine Rappoltskirche erwähnt, die in der Nähe von Wetzikon oder Bäretswil gestanden haben soll, später jedoch unter diesem Namen nicht mehr erwähnt wird. Ein erster Kirchbau in Wetzikon verbrannte 1320. Im Jahr 1330 erfolgte ein Neubau. Die Kollatur dieser mittelalterlichen Kirche von Wetzikon samt Burg war ein Lehen des Klosters St. Gallen, das an verschiedene Geschlechter übertragen wurde und schliesslich im Jahr 1563 an Zürich überging. Nach der Reformation in Zürich im Jahr 1524 war der katholische Gottesdienst im Gebiet des heutigen Kantons Zürich verboten, weshalb die Kirche in Wetzikon fortan für reformierte Gottesdienste verwendet wurde. Im Jahr 1711–1713 erfolgte der Bau der heutigen reformierten Kirche.
Erst das Toleranzedikt aus dem Jahr 1807 erlaubte den zugewanderten Katholiken, wieder katholische Gottesdienste zu feiern, vorerst allerdings nur in der Stadt Zürich. Bei der Gründung der modernen Eidgenossenschaft im Jahr 1848 wurde in der Verfassung die Glaubens- und Niederlassungsfreiheit verankert, sodass der Aufbau katholischer Gemeinden im ganzen Kanton Zürich möglich wurde. Aufgrund der Industrialisierung, die im Zürcher Oberland zahlreiche Arbeitsstellen schuf, zogen in der Folge Menschen aus katholischen Gebieten aus der Zentralschweiz, der Ostschweiz, aber auch aus dem nahen Ausland in die Region. Im Juni 1866 wurde im Gasthaus Pilgersteg, das zwischen Dürnten und Rüti lag, die erste Hl. Messe seit der Reformation im Zürcher Oberland gefeiert. Die Kapuzinerpatres des Klosters Rapperswil hatten sich dem Bistum Chur gegenüber verpflichtet, die Seelsorge im Zürcher Oberland zu übernehmen. Die damals zugewanderten Katholiken waren meist arm und lebten in der ganzen Region verstreut, was den Aufbau einer katholischen Gemeinde erschwerte. Im Jahr 1890 fand in Wetzikon der erste katholische Gottesdienst seit der Reformation statt. 1893 wurde auf dem Hügel Guldisloo das heutige Pfarrhaus erbaut, dessen Saal als Kapelle diente. Im Jahr 1923 wurde die Kirche St. Franziskus an der Messikomerstrasse als erste Pfarrkirche von Wetzikon erbaut. 

### Entstehungs- und Baugeschichte
Als nach dem Zweiten Weltkrieg die Zahl der Katholiken in Wetzikon und Umgebung stetig stieg, wurden weitere Kirchenbauten nötig. Zunächst erfolgte in Gossau der Bau der Kirche Maria Krönung. Als in den 1970er-Jahren der Bau einer zweiten Kirche in Wetzikon vordringlich wurde, entschied sich die Kirchgemeinde zu einer kostengünstigen, aber bewährten Lösung. Die im Jahr 1975 erbaute Heilig-Geist-Kirche ist die grösste der sogenannten Fastenopfer-Kirchen. Diese wurden aus Fertigbauteilen nach Plänen des Architekten Hanns Anton Brütsch in den Jahren 1966 bis 1977 insgesamt 17 Mal in der Schweiz erstellt. Während der Grossteil dieser Kirchen durch das Hilfswerk Fastenopfer mitfinanziert wurden, erfolgte der Bau der Heilig-Geist-Kirche in Wetzikon ohne diese finanzielle Unterstützung. Da die eigentliche Fastenopfer-Kirche für die Bedürfnisse der Pfarrei Wetzikon zu klein konzipiert war, wurde das Konzept der Fastenopfer-Kirchen durch den Architekten Richard P. Krieg abgeändert. So weist die Kirche Heilig Geist im Gegensatz zu den anderen Fastenopferkirchen auf den beiden Frontseiten je einen Anbau mit Schrägdach auf. Dieser Gebäudeteil ist auf der nordwestlichen Seite Teil des Kirchenraums, auf der gegenüberliegenden südöstlichen Seite sind in diesem Gebäudeteil Unterrichtsräume und die Sakristei integriert. Wie die anderen jüngeren Fastenopferkirchen wurden auch bei der Kirche Heilig Geist die Vorgaben der kantonalen Gebäudeversicherung Zürich umgesetzt. So bestehen die Träger dieser Kirche nicht aus Holz, sondern aus Beton. Am Eidgenössischen Dank-, Buss- und Bettag, dem 21. September 1975, wurde die Kirche nach siebenmonatiger Bauzeit durch den Bischof von Chur, Johannes Vonderach, eingeweiht. In den Jahren 1992 bis 1994 wurde das Pfarreizentrum dazugebaut. Der Spatenstich erfolgte am 26. September 1992, die Grundsteinlegung war am 14. März 1993 und die Einweihung fand am 25. September 1994 statt.
Die Pfarrei Wetzikon ist auch noch für Seegräben zuständig. Mit ihren 6'593 Mitgliedern (Stand 2021) ist sie eine der grösseren Pfarreien des Kantons Zürich. Zur Kirchgemeinde Wetzikon, welche auch die Gemeinden Gossau umfasst, gehören neben der Kirche St. Franziskus auch die Kirche Heilig Geist in Wetzikon-Kempten und die Kirche Maria Krönung in Gossau. Die katholische Kirchgemeinde Wetzikon ist mit ihren 9'191 Mitgliedern (Stand 2021) eine der grossen katholischen Kirchgemeinden des Kantons Zürich.

## Baubeschreibung

### Äusseres
Im Ortsteil Kempten befindet sich die Kirche Heilig Geist zwischen der Spital- und der Langfurrenstrasse auf ebenem Gelände. Markant ist das Satteldach der Kirche, welches auf den Frontseiten durch je ein Schrägdach ergänzt wird. Unter dem Giebel auf der südöstlichen Seite der Kirche befindet sich ein Kreuz. In einer Nische in der Dachkonstruktion ist eine Glocke eingelassen, die von der Giesserei H. Rüetschi, Aarau im Jahr 1975 gefertigt wurde. Die Glocke wiegt 375 kg und erklingt auf den Ton a'.

### Innenraum und künstlerische Ausstattung
Durch die Kirchenportale, welche sich auf der südöstlichen und nordwestlichen Seite der Kirche befinden, gelangt der Besucher in den Kirchenraum, der einen quadratischen Grundriss aufweist. Das steile Holzdach verleiht dem Kirchenraum Höhe und erinnert in seiner Gestaltung an ein Zelt, welches im Alten Testament als Zelt Gottes thematisiert wird. Der Raum ist schlicht gestaltet, die Holzbänke bieten 300 Besuchern Platz und sind auf den Altarraum ausgerichtet. Auf der nordwestlichen Seite der Kirche befinden sich ein Beichtstuhl und eine Nische für das Anzünden von Kerzen. Die Glasfenster wurden 1975 von Johann Jakob Zemp gestaltet und thematisieren Gottes Unterwegssein mit den Menschen, wodurch das Thema des Zeltes Gottes wieder aufgegriffen wird. Ebenfalls von Johann Jakob Zemp wurde das Mosaik gestaltet, welches den Kreuzweg der Kirche darstellt. 

### Orgel

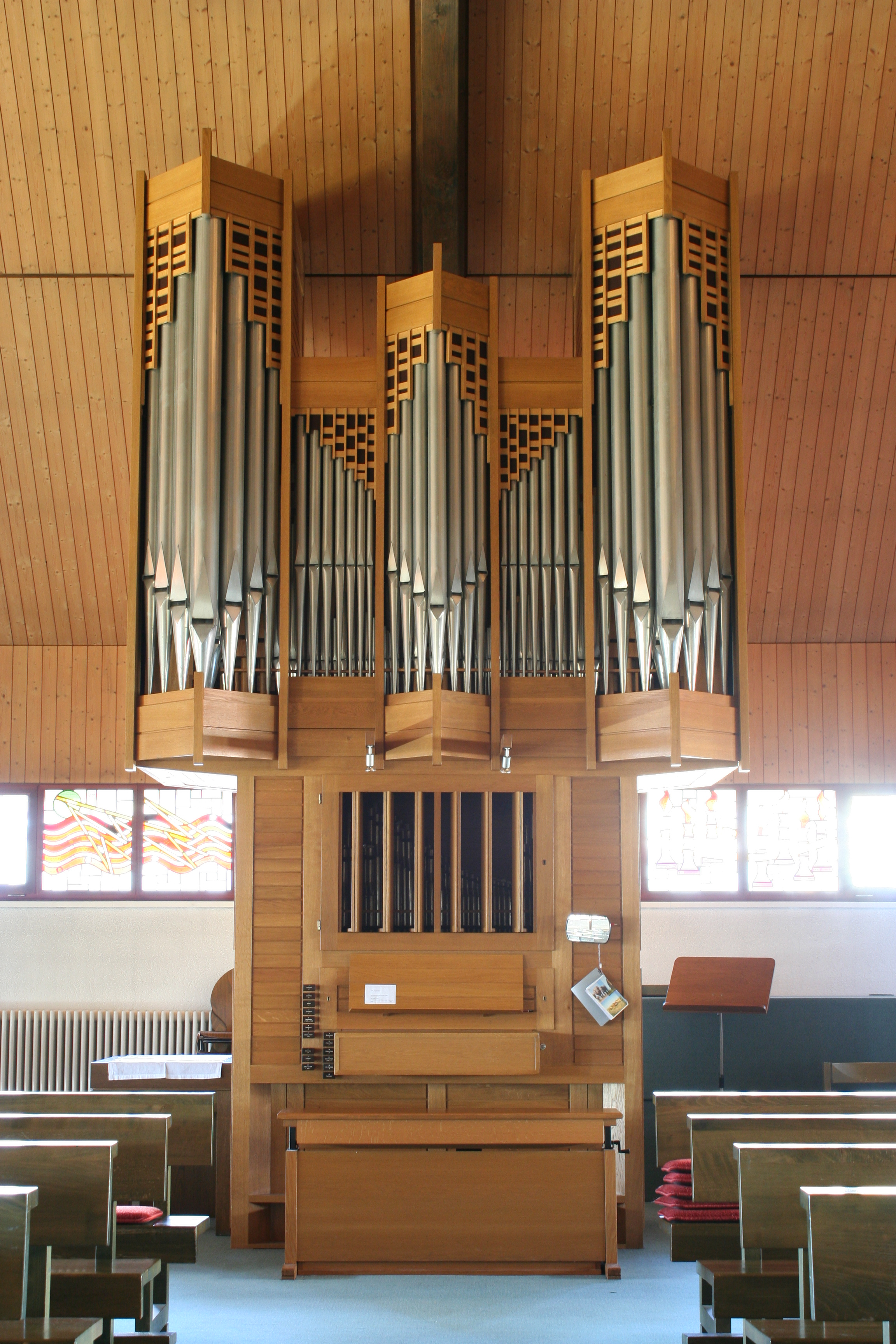
Mönch-Orgel von 1980

Im Jahr 1980 erhielt die Kirche ihre heutige Orgel. Es handelt sich um ein Instrument der Firma Mönch & Söhne, Ueberlingen am Bodensee. 1016 Pfeifen verteilen sich auf 15 klingende Register aus Zinn-Legierungen und Holz. Die Spieltraktur und die Registratur sind mechanisch. Das Instrument besitzt Normalkoppeln und eine feste Kombination. Die Disposition lautet wie folgt:
| I Hauptwerk C–g3 |       |
| Principal        | 8′    |
| Holzflöte        | 8′    |
| Oktave           | 4′    |
| Rohrflöte        | 4′    |
| Sesquialter II   | 2 ⁄3′ |
| Gemshorn         | 2′    |
| Mixtur III       | 1 ⁄3′ |

| II Positiv C–g3 |       |
| Bleigedackt     | 8′    |
| Koppelflöte     | 4′    |
| Superoktave     | 2′    |
| Hörnli II       | 1 ⁄3′ |
| Vox humana      | 8′    |
| Tremulant       |       |

| Pedalwerk C–f1 |     |
| Untersatz      | 16′ |
| Pommer         | 8′  |
| Piffaro II     | 4′  |

- Koppeln: II/I, I/P, II/P
- Spielhilfen: Feste Kombination (Pleno organo)